# 位移場
力學中的位移場是指物體當中的所有點，其位移向量所組成的向量場。位移向量以一個點或是粒子原來的位置為準，標明其新的位置。例如，固體形變的效果就可以用位置場來表示。

## 公式
在考慮位移之前，需要定義形變之前的狀態。此狀態下，所有點的座標都知道，而且可以用以下函數描述：
{\displaystyle {\vec {R}}_{0}:\Omega \to P}
其中
- {\displaystyle {\vec {R}}_{0}}是位移向量
- {\displaystyle \Omega }是物體的所有點
- {\displaystyle P}是物體的所有點在空間中的位置。

此一狀態也常常是沒有外力的狀態。
給定物體的其他狀態，其中所有點的座標可以用{\displaystyle {\vec {R}}_{1}}來描述，則二個物體狀態之間的位移場為：
{\displaystyle {\vec {u}}={\vec {R}}_{1}-{\vec {R}}_{0}}
其中{\displaystyle {\vec {u}}}是位移場，物體的每一個點都有一個對應的位移向量。

## 位移分量

連續體的運動

物體的位移可以分為二個分量：剛體位移以及形變。
- 剛體位移包括物體的平移或旋轉，物體的形狀、大小都維持不變。
- 形變表示物體形狀或大小的變化，從未形變的組態{\displaystyle \kappa _{0}({\mathcal {B}})}變成形變後的組態{\displaystyle \kappa _{t}({\mathcal {B}})}。

連續體組態的變化可以用位移場來描述。位移場是物體中所有點的位移向量組合成的場，可以找到形變後組態和形變前組態之間的關係。物體中二點之間的距離改變，若且唯若物體出現形變。若物體有位移，但沒有形變，即為剛體運動。

## 位移梯度張量
依照Lagrange描述法及Eulerian描述法，可以定義兩種位移梯度張量。
粒子i的位移可以表示為下式。未變形組態{\displaystyle P_{i}}的粒子，在變形組態{\displaystyle p_{i}}，其位移向量為{\displaystyle p_{i}-P_{i}}，以下表示為{\displaystyle u_{i}}或{\displaystyle U_{i}}。

### 物質坐標（Lagrangian描述法）
用{\displaystyle \mathbf {X} }代替{\displaystyle P_{i}}，用{\displaystyle \mathbf {x} }代替{\displaystyle p_{i}\,\!}，這二個都是從坐標系統原點到對應點的向量，可得位移向量的Lagrangian描述法：
{\displaystyle \mathbf {u} (\mathbf {X} ,t)=u_{i}\mathbf {e} _{i}}
其中{\displaystyle \mathbf {e} _{i}}是定義空間（局部参考框架）坐標系統基的正交單位向量。
若用物質坐標表示位移場，{\displaystyle \mathbf {u} }會是{\displaystyle \mathbf {X} }的函數，位移場是：
{\displaystyle \mathbf {u} (\mathbf {X} ,t)=\mathbf {b} (t)+\mathbf {x} (\mathbf {X} ,t)-\mathbf {X} \qquad {\text{or}}\qquad u_{i}=\alpha _{iJ}b_{J}+x_{i}-\alpha _{iJ}X_{J}}
其中{\displaystyle \mathbf {b} (t)}是表示剛體移動的位移向量。
位移向量相對物質坐標的偏导数可得物質位移梯度張量{\displaystyle \nabla _{\mathbf {X} }\mathbf {u} \,\!}。可得
{\displaystyle \nabla _{\mathbf {X} }\mathbf {u} =\nabla _{\mathbf {X} }\mathbf {x} -\mathbf {R} =\mathbf {F} -\mathbf {R} \qquad {\text{or}}\qquad {\frac {\partial u_{i}}{\partial X_{K}}}={\frac {\partial x_{i}}{\partial X_{K}}}-\alpha _{iK}=F_{iK}-\alpha _{iK}}
其中{\displaystyle \mathbf {F} }是物質位移梯度張量，而{\displaystyle \mathbf {R} }為旋轉。

### 空間坐標（Eulerian描述法）
在Eulerian描述法下，未變形組態的粒子{\displaystyle P}，延伸到其變形組態的向量為位移向量：
{\displaystyle \mathbf {U} (\mathbf {x} ,t)=U_{J}\mathbf {E} _{J}}
其中{\displaystyle \mathbf {E} _{i}}是定義物質坐標系統的基的正交單位向量。
若用空間坐標表示位移場，{\displaystyle \mathbf {U} }會是{\displaystyle \mathbf {x} }的函數，位移場是：
{\displaystyle \mathbf {U} (\mathbf {x} ,t)=\mathbf {b} (t)+\mathbf {x} -\mathbf {X} (\mathbf {x} ,t)\qquad {\text{or}}\qquad U_{J}=b_{J}+\alpha _{Ji}x_{i}-X_{J}}
空間導數，也就是位移向量相對空間坐標的偏导数，即為空間位移梯度張量{\displaystyle \nabla _{\mathbf {x} }\mathbf {U} \,\!}，可得
{\displaystyle \nabla _{\mathbf {x} }\mathbf {U} =\mathbf {R} ^{T}-\nabla _{\mathbf {x} }\mathbf {X} =\mathbf {R} ^{T}-\mathbf {F} ^{-1}\qquad {\text{or}}\qquad {\frac {\partial U_{J}}{\partial x_{k}}}=\alpha _{Jk}-{\frac {\partial X_{J}}{\partial x_{k}}}=\alpha _{Jk}-F_{Jk}^{-1}\,,}
其中{\displaystyle \mathbf {F} ^{-1}=\mathbf {H} }空間位移梯度張量。

### 物質坐標和空間坐標的關係
{\displaystyle \alpha _{Ji}}是物質坐標和空間坐標的單位向量{\displaystyle \mathbf {E} _{J}}及{\displaystyle \mathbf {e} _{i}\,\!}的方向餘弦，因此
{\displaystyle \mathbf {E} _{J}\cdot \mathbf {e} _{i}=\alpha _{Ji}=\alpha _{iJ}}
{\displaystyle u_{i}}和{\displaystyle U_{J}}的關係為
{\displaystyle u_{i}=\alpha _{iJ}U_{J}\qquad {\text{or}}\qquad U_{J}=\alpha _{Ji}u_{i}}
已知
{\displaystyle \mathbf {e} _{i}=\alpha _{iJ}\mathbf {E} _{J}}
因此
{\displaystyle \mathbf {u} (\mathbf {X} ,t)=u_{i}\mathbf {e} _{i}=u_{i}(\alpha _{iJ}\mathbf {E} _{J})=U_{J}\mathbf {E} _{J}=\mathbf {U} (\mathbf {x} ,t)}

### 結合變形組態以及未變形組態的坐標系統
常常會疊合變形組態及未變形組態的坐標系統，是在{\displaystyle \mathbf {b} =0\,\!}下的結果，而方向餘弦變成克罗内克δ函数
{\displaystyle \mathbf {E} _{J}\cdot \mathbf {e} _{i}=\delta _{Ji}=\delta _{iJ}}
在材料（未變形）的坐標裡，位移可以表示為：
{\displaystyle \mathbf {u} (\mathbf {X} ,t)=\mathbf {x} (\mathbf {X} ,t)-\mathbf {X} \qquad {\text{or}}\qquad u_{i}=x_{i}-\delta _{iJ}X_{J}}
在空間（已變形）的坐標裡，位移可以表示為：
{\displaystyle \mathbf {U} (\mathbf {x} ,t)=\mathbf {x} -\mathbf {X} (\mathbf {x} ,t)\qquad {\text{or}}\qquad U_{J}=\delta _{Ji}x_{i}-X_{J}}